# Лисеев, Игорь Константинович
И́горь Константи́нович Лисе́ев (28 апреля 1941, Фергана, Узбекская ССР) — советский и российский философ. Доктор философских наук, профессор.

## Биография
Отец Лисеева был экономистом, а мать — детским врачом. По окончании школы переехал в Ленинград, где поступил на философский факультет ЛГУ. В 1961 переехал в Москву, чтобы продолжить обучение на философском факультете МГУ. В 1962 году женился на Виктории Игоревне Илларионовой, дочери Игоря Вячеславовича Илларионова. В 1965 году, окончив МГУ, поступил в заочную аспирантуру, а также стал преподавателем на кафедре 1-го Медицинского Московского Института. Затем преподает на философском факультете МГУ и становится научным редактором журнала «Вопросы философии». С 1973 года работает в Институте философии АН СССР, позже переименованном в Институт Философии РАН. В 1975 году получил степень кандидата философских наук, а в 1996 — доктора философских наук. В 2002 году был удостоен учёного звания профессор. С 1993 года заведует сектором Философии биологии ИФ РАН, а с 1997 по 2006 был заместителем директора Института Философии по науке. Является действительным членом РАЕН и Российской экологической академии. В настоящее время — глава Московского Философского Общества.

## Научная деятельность
Основным направлением научно-исследовательской работы Игоря Константиновича Лисеева является проведение всестороннего системного анализа характера и путей влияния биологической науки на современную культуру. В своих работах Игорь Константинович рассматривает ряд глобальных проблем:
- проблема радикальной перестройки научно-исследовательской стратегии;
- проблема социокультурного и биологического понимания содержания ценности жизни;
- проблема обращения биологии к философскому анализу своих концептуальных оснований;
- проблема трансформации понимания предмета биологии.

Разработка всех этих проблем свидетельствует о становлении новой философии жизни, дающей возможность осмыслить влияние феномена жизни на формирование картины мира и стиля мышления. Философ показывает возрастающее влияние этой философии жизни на определение стратегии дальнейшего развития человечества. По приведенным проблемам у Игоря Константиновича есть контакты с научно-исследовательскими центрами США, Франции, Германии, Польши, Болгарии, Вьетнама.

### Лекционные курсы
Игорь Константинович проводит курсы по философии биологии, философии экологии и философской антропологии во многих городах России, кроме того участвует в международных семинарах и докладах. 9 ноября 2012 года Игорь Константинович выступил в Юго-Западном университете Курска с лекцией «Экологические императивы современной культуры».

### Научные работы
Автор более 200 работ и публикаций, в том числе:
- Синтез современного научного знания, М., 1973
- Философия и теория эволюции, М., 1974
- Философские проблемы современной науки о жизни. М., 1975
- Взаимодействие методов естественных наук в познании жизни. М., 1976
- Проблема взаимосвязи организации и эволюции в биологии (российско-польское исследование), М., 1978 Чувство живой природы (В. И. Вернадский и современное представление о биосфере). (В соавт.) // Человек и природа. № 12. М., 1978
- Экология и мировоззрение (В соавт.) М., 1979
- Биология и современное научное познание, М., 1980
- Пути интеграции биологического и социогуманитарного знания, М., 1982
- Биология в системе наук о человеке, М., 1984
- Раздумья о Земле, М., 1985
- Философские проблемы естествознания (тема: «Принцип системности в исследовании живого») М., 1985
- Философия, естествознание НТР (российско-вьетнамское исследование), М., 1986
- Философская концепция человека и глобальные проблемы современности. М., 1987
- Биология в познании человека, М., 1989
- Экологический кодекс России (этика природопользования). Проект. (В соавт.) // К экологической цивилизации. М., 1990
- Природа биологического познания, М., 1991
- Глобальный эволюционизм, М., 1994
- Философия природы: коэволюционная стратегия, М., 1995
- Философия биологии: вчера, сегодня, завтра, М., 1996
- Философия природы в вузовском курсе философии // Проблемы преподавания философии в Высшей школе. М., 1996
- Философия естествознания XX века: итоги и перспективы. (В соавт.) М., 1997
- К философским основаниям экологического образования // Средства массовой информации и экологическое образование в решении проблем охраны окружающей среды. Владикавказ, 1997
- Стратегия выживания: космизм и экология, М., 1997
- Биофилософия, М., 1997
- Техника, общество и окружающая среда, М., 1998
- Высокие технологии и современная цивилизация, М., 1999
- Идея смерти в российском менталитете, М., 1999
- Жизнь как ценность, М., 2000
- Развитие философских проблем биологии в стенах Института философии // Философия естествознания: ретроспективный взгляд. М., 2000
- Методология биологии: новые идеи, М., 2001
- Философия здоровья, М., 2001
- Философия экологического образования, М, 2001
- Становление новой парадигматики в биологических исследованиях // Философия науки. Вып. 7: Формирование современной естественнонаучной парадигмы. — М., 2001
- Ценность жизни, М., 2003
- Биология и культура, М., 2004
- Системный подход в современной науке, М., 2004
- Модернизация общества и экология, М., 2006
- Hiên Dai Hõa Xã Hôi Vā Sinн Tнái, Xā Hõi, 2008
- Философия науки. Выпуск 13. Здоровье как проблема естественных и биомедицинских наук, М., 2008
- Philosophy of nature today // Dialogue and Universalism, xol. XVIII, № 11-12, 2008
- Философия природы сегодня (Российско-польское исследование), М., 2009
- Россия: многообразие культур и глобализация М., 2010
- Феномен глобализации в контексте диалога культур (Российско-иранское исследование), М., 2010
- Взаимодействие культур в условиях глобализации (Российско-азербайджанское исследование), М., 2010
- Науки о жизни и современная философия, М., 2010
- Глобализация и проблема сохранения культурного многообразия, М., 2010
- Философия. Биология. Культура: (работы разных лет), М., 2011
- Биологическая и социальная эволюция, М., 2013
- Философские основания экологического образования в эпоху нанотехнологий — ведётся исследовательская работа